# Martyn Minns
Martyn Minns, född den 16 april 1943 i Nottingham, är biskop för Anglikanska gemenskapen i Nordamerika (CANA).
Minns var verksam som präst inom Amerikanska Episkopalkyrkan men bröt med denna i protest mot biskopsvigningen av den öppet homosexuelle Gene Robinson.
I juni 2006, utsågs Minns till missionsbiskop för CANA, av Nigerias kyrka och biskopvigdes i Abuja, Nigeria i augusti samma år.
Utnämningen var kontroversiell. Ärkebiskopen av Canterbury hade motsatt sig densamma och valde, när Minns i maj 2007 installerades i sin uppgift, att inte inbjuda honom till Lambethkonferensen 2008 eftersom Minns utnämning till biskop skulle ha orsakat "mycket allvarlig splittring eller skandal inom gemenskapen".